# 劉梁 (明朝)
劉梁（1520年—？），字廷材，號月坡，福建汀洲府清流縣人，民籍，明朝政治人物。

## 生平
嘉靖二十五年（1546年）丙午科福建鄉試第六十一名舉人。嘉靖二十六年（1547年）聯捷丁未科會試第八十一名，登第三甲第一百三十五名進士。吏部觀政，授龍游知县，升南京刑部主事，歷升员外郎，调任戶部员外郎、郎中。

## 家族
曾祖劉永和；祖父劉金；父劉希文，母王氏。弟劉相。子道炳、道焕。

## 延伸阅读
[在维基数据编辑]